# 북해 게르만어

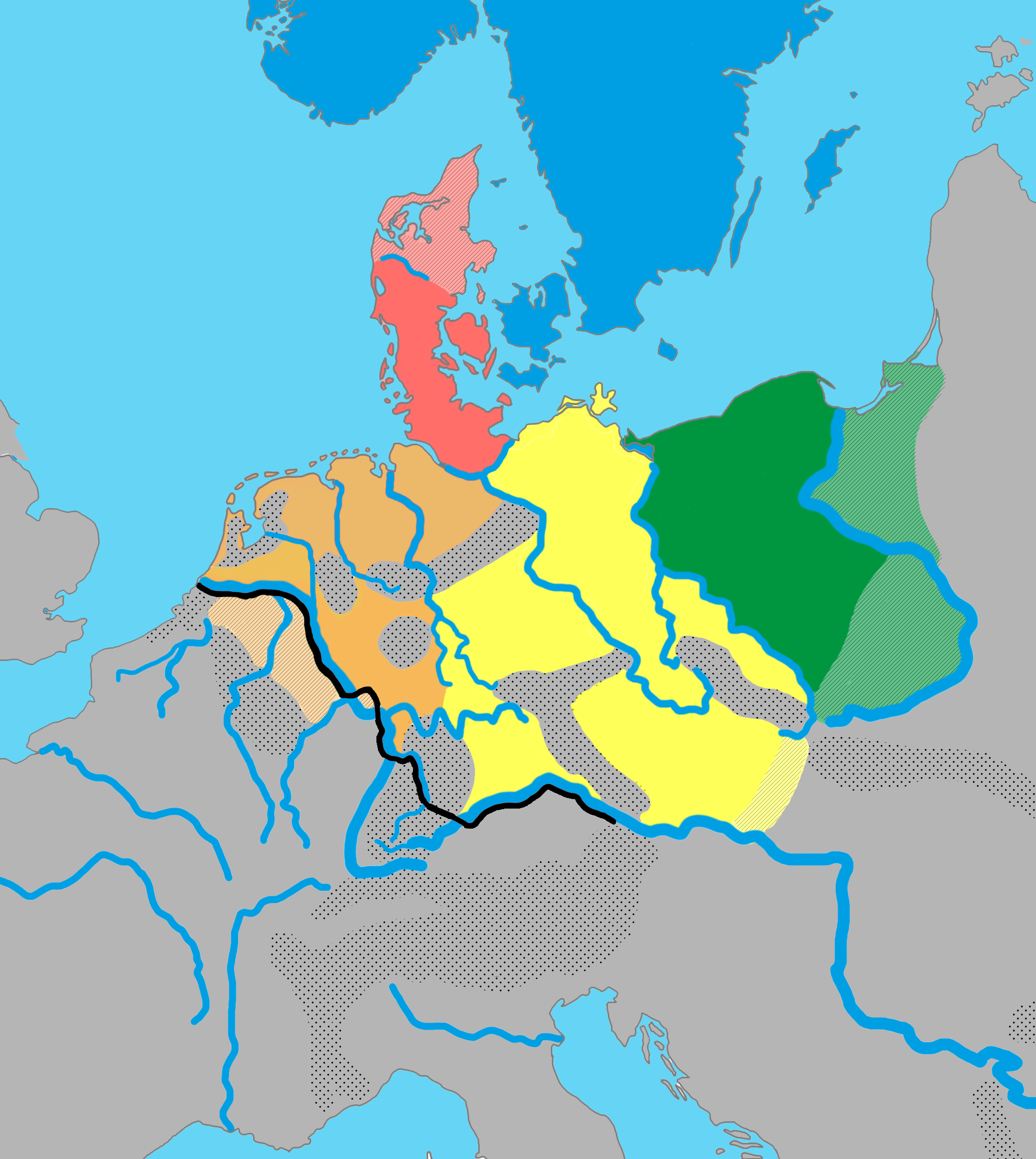
기원후 1세기 경의 게르만어 방언들의 추정 분포. 붉은 색이 북해 게르만어.

북해 게르만어(North Sea Germanic) 또는 잉비오닉(Ingvaeonic; /ˌɪŋviːˈɒnɪk/)는 고대 프리지아어(Old Frisian), 고대 영어, 고대 색슨어와 이들의 후손을 묶은 가설적인 서게르만어군의 하위 분파이다.
언어학적 공통점으로는 동사의 복수형 어미를 모두 3인칭의 것으로 통일한 것, 잉바에오닉 비강 마찰음 법칙, 게르만어 모음 *a의 공통적 변화, 복수형의 -as 등이 있다. 그러나 이러한 특징이 이들을 한 계통으로 묶을 근거가 되는지, 또 어느 언어까지를 포함해야 할지 등의 문제로, 여전히 이 분류법은 논쟁적이다.

## 이름
"잉바에오닉"(Ingvaeonic)이라는 이름은 타키투스 등 고대 로마의 문헌에서 묘사된 잉그바이오네스(Ingvaeones) 또는 잉가이보네스(Ingaevones)라는 게르만족 집단의 명칭에서 따온 것이다. 최근 학계에서는 "북해 게르만어"라는 이름이 더 선호되는데, 이 용어가 언어의 사용지역을 더 잘 묘사하며 불분명한 역사적 잉그바이오네스족과의 관련성에 대해서도 중립적이기 때문이다.

## 같이 보기
- 서게르만어군
  - 엘베 게르만어
  - 베저-라인 게르만어
- 윌란반도